# Lauriston Castle
Lauriston Castle is een kasteel in het dorp Cramond, in het westen van de Schotse hoofdstad Edinburgh. De oudste delen van de burcht dateren van circa 1590 en werden gebouwd door Sir Archibald Napier of Edenbellie and Merchiston, hoofd van de Schotse munt. In de zeventiende eeuw werd het slot tweemaal verkocht, in de negentiende eeuw werd het verbouwd en uitgebreid. De familie Reid nam in 1903 haar intrek in het kasteel en vulde het met antieke meubelstukken en een kunstcollectie. Na de dood van mevrouw Reid in 1926 werd Lauriston Castle een museum; het wordt sedertdien door het stadsbestuur van Edinburgh beheerd en staat open voor het publiek. Het domein beslaat ongeveer 30 acre (circa 12 hectare).

## Beschrijving en geschiedenis

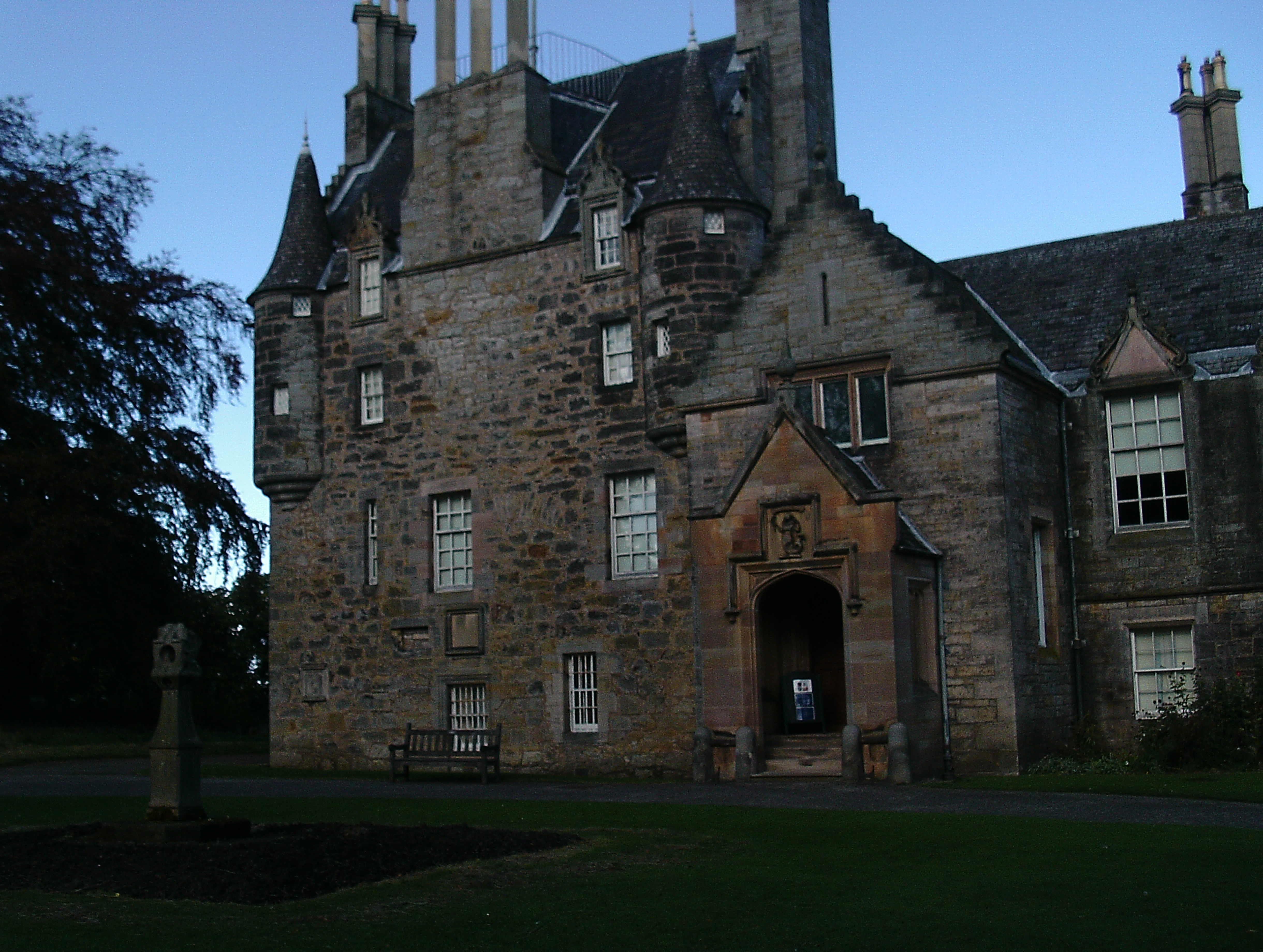
Het oudste gedeelte, daarnaast de hedendaagse ingang

Het kasteel dankt zijn naam aan de familie Lauriston of that Ilk, wier woning op deze plek in 1544 werd platgebrand door Edward Seymour, de latere hertog van Somerset, in het kader van de brandschatting van Edinburgh tijdens de zogeheten Rough Wooing, een Engels-Schots conflict over een mogelijk huwelijk van Eduard IV van Engeland met Maria I van Schotland. Bijgevolg is de toren uit de jaren 90 van de zestiende eeuw het oudste nog bestaande gedeelte. Deze toren met vier verdiepingen was waarschijnlijk bedoeld als woning voor Alexander Napier, wiens vader Archibald het landgoed van de familie Forrester had gekocht. Alexander Napier liet omstreeks 1610 zijn horoscoop in een stenen tablet beitelen. Deze werd in 1905 herontdekt en opnieuw op de muur naast de ingang van de toren aangebracht. De twee hoeken aan de zuidkant van de toren hebben elk een erkertoren met een dak uit 1827. Op de dakkapel aan weerszijden van de schoorsteen staan de initialen van Alexander Napier en zijn echtgenote, Dame Elizabeth Mowbray. De noordzijde van de toren heeft een torentje met een trap erin.
Robert Dalgleish, de solicitor general van de latere Karel II van Engeland (die tijdens de Engelse Burgeroorlog door Schotland als koning erkend werd), verwierf het kasteel anno 1656. Hij bouwde de huidige ingang van het kasteel. Als reactie op Napiers stenen horoscoop bracht hij boven de ingang de inscriptie aan dat hij zijn rijkdom ‘niet aan de sterren, maar aan God dankte’. In 1683 werd het kasteel aan de familie Law verkocht, die het tot 1827 in haar bezit hield. De bankiersfamilie Allan breidde het kasteel uit; latere eigenaars gedurende de negentiende eeuw waren de familie Rutherford en de familie Crawford.
De laatste privé-eigenaren waren het echtpaar Reid en William Barton, de broer van mevrouw Reid. Zij spraken onder elkaar af dat de laatste overlevende het kasteel, met het bijbehorende domein en meubilair, aan de stad Edinburgh zou nalaten. De Reids bezaten de meubelmakerij Morrisons and Co. Zij behoorden tot de welstellende Schotse middenklasse, waren bereisd en hadden een brede culturele belangstelling. Mijnheer Reid verzamelde onder andere een collectie achttiende-eeuws Italiaans meubilair; in het huis vallen artefacten uit Sheffield-staal te bezichtigen, oosterse tapijten en aardewerk uit Blue John, een zeldzaam mineraal dat in Groot-Brittannië uitsluitend in een grot nabij Castleton in Derbyshire voorkomt. De schrijftafel van mevrouw Reid dateert van circa 1800. In de inkomhal staat een tafel met een marmeren blad uit circa 1590. Dankzij William Barton, die een loodgieterij- en elektriciteitsbedrijf bezat, werden in Lauriston Castle modern sanitair, elektrische verlichting en een telefoonleiding geïnstalleerd. Het kasteel heeft zodoende een telefoon uit de jaren twintig, een Edwardiaanse badkamer en centrale verwarming.
De tuinen om het kasteel dateren uit de jaren veertig van de negentiende eeuw. De ‘Japanse vriendschapstuin’ is een geschenk van de stad Kioto. In 1969 werden scènes uit The Prime of Miss Jean Brodie in het kasteel opgenomen.
Lauriston Castle is van maart tot oktober iedere dag, behalve ’s vrijdags, in een rondleiding te bezoeken. De tuinen zijn het hele jaar door vrij toegankelijk.

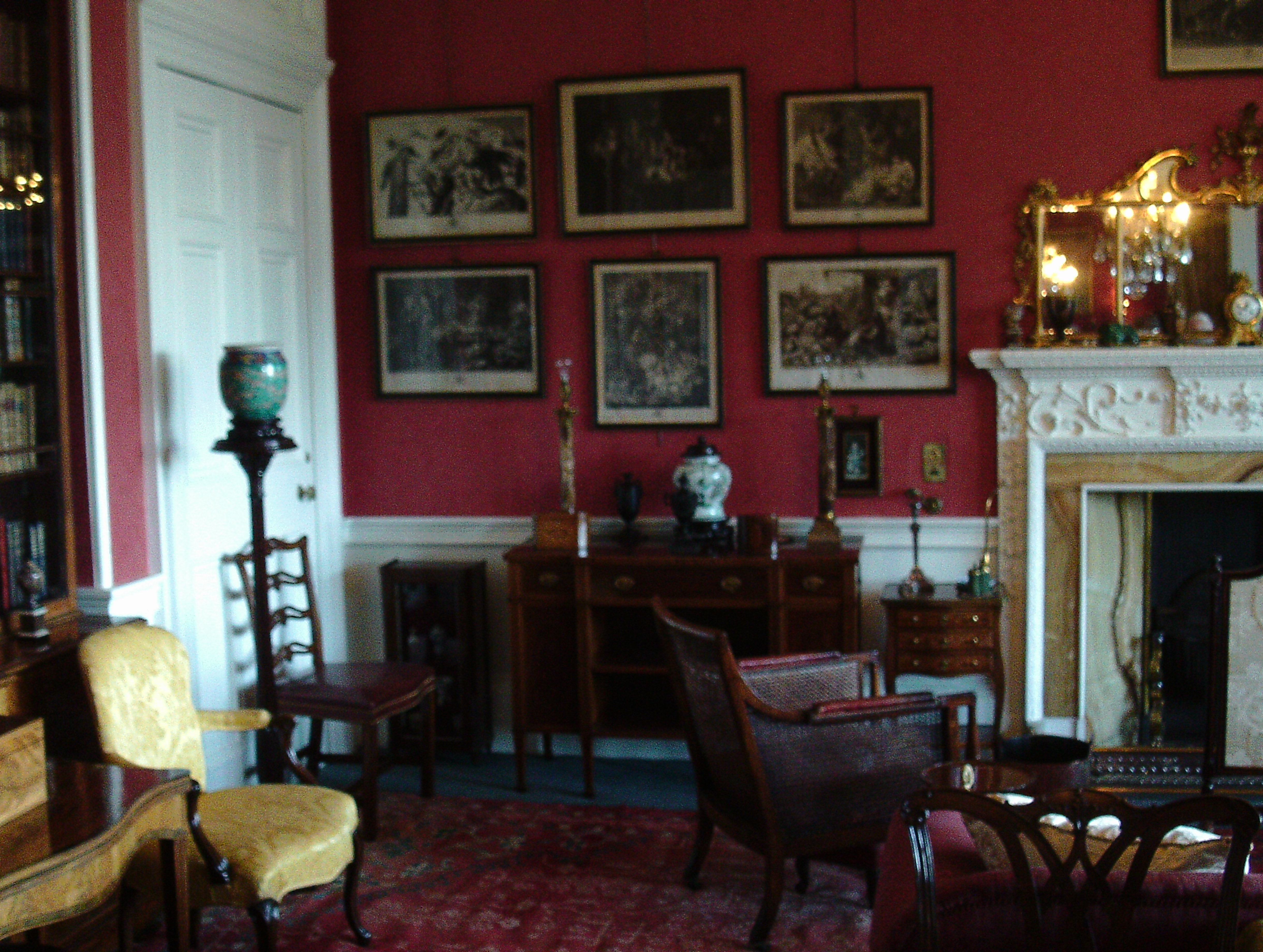
Een van de woonkamers
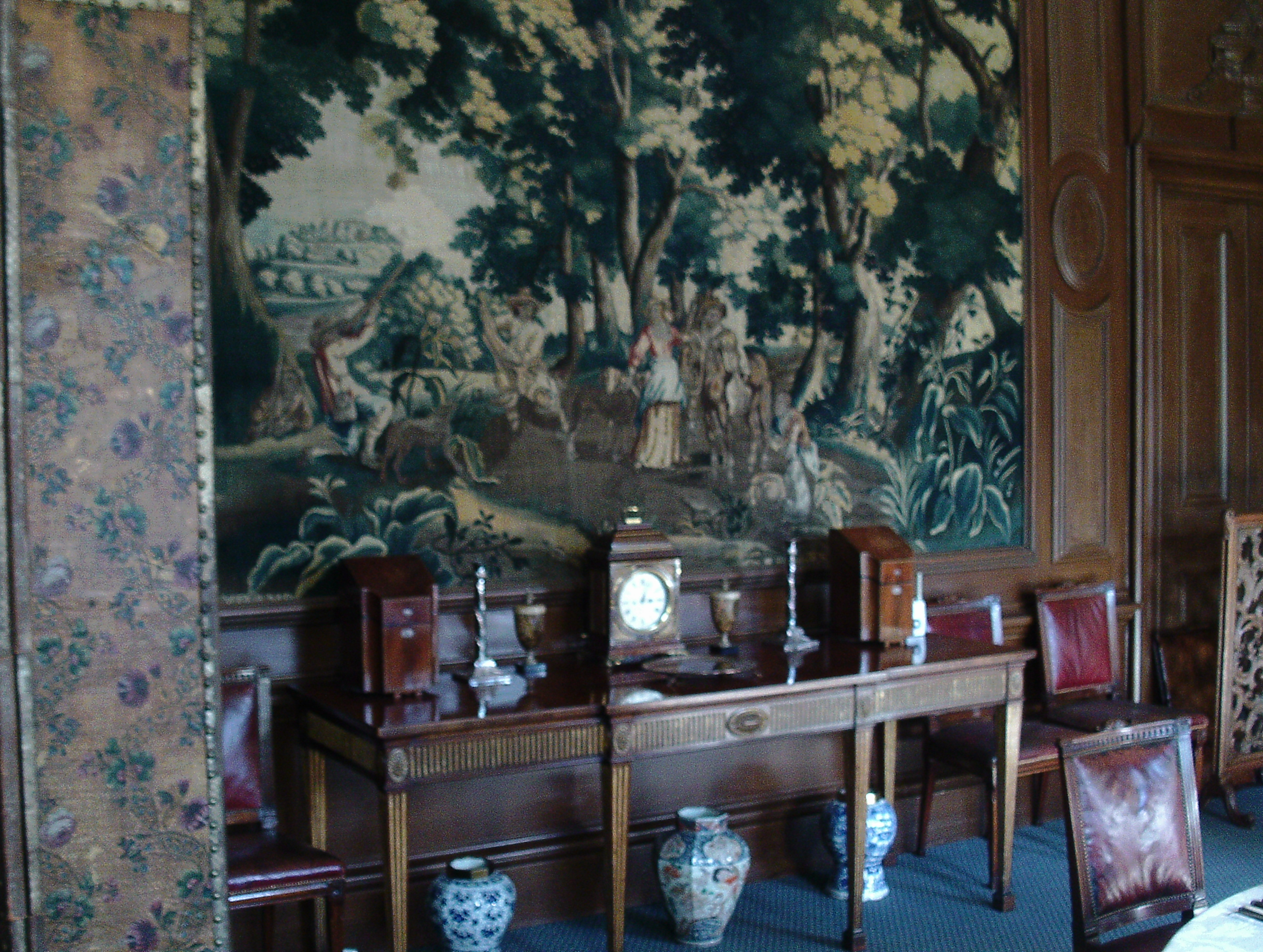
Wandtapijt in een andere woonkamer
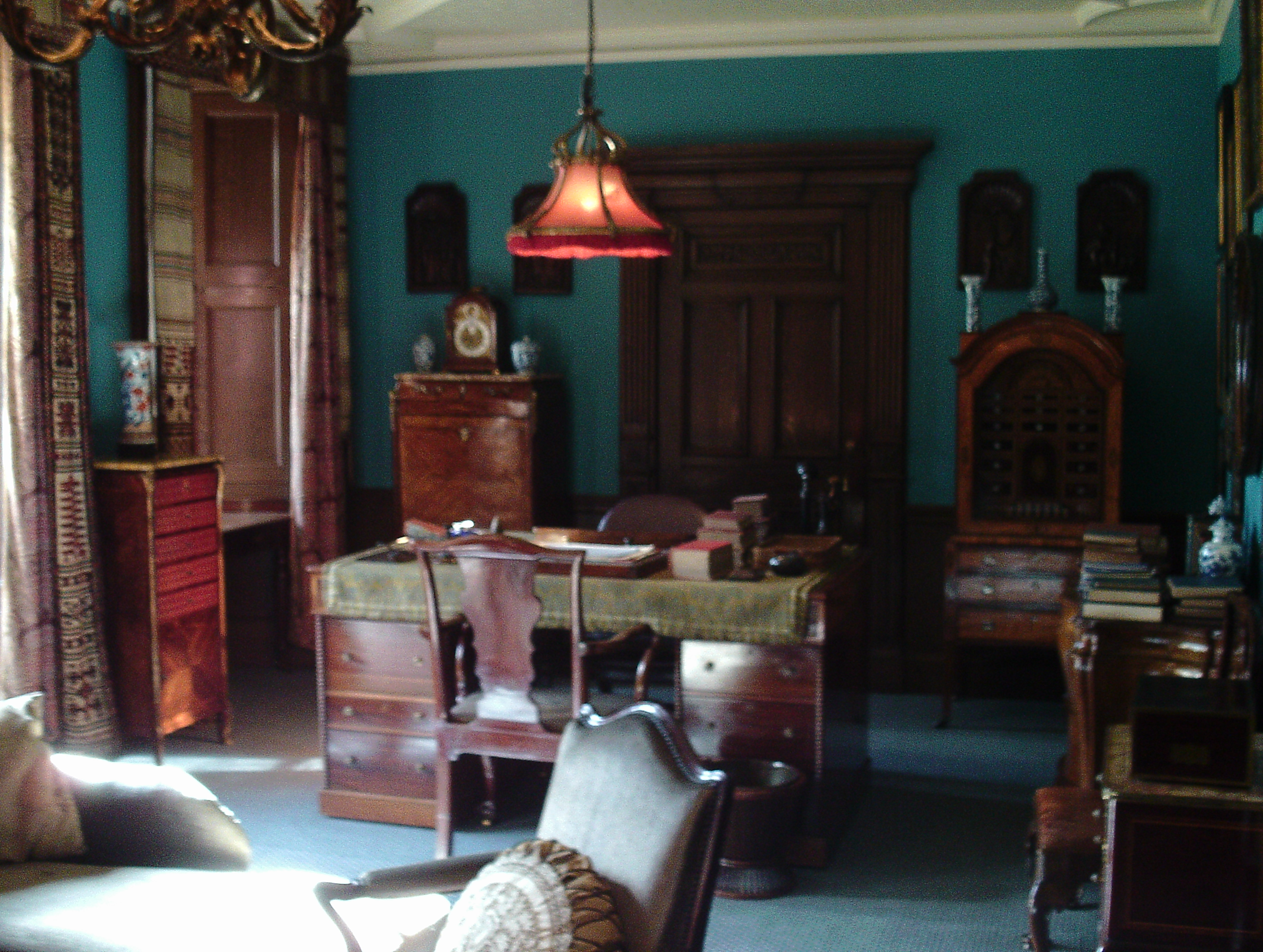
Studeerkamer en bureel van mijnheer Reid
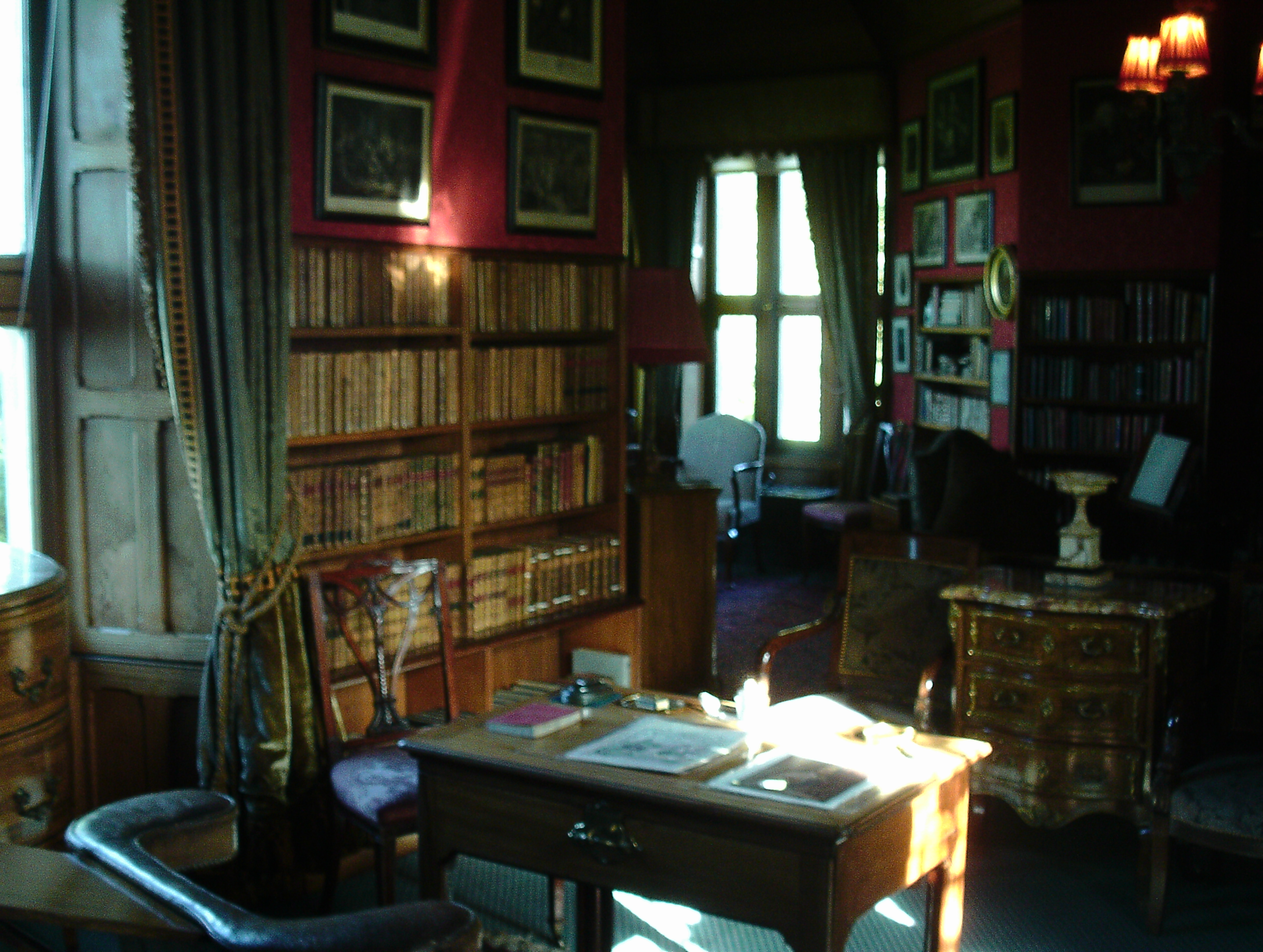
Bibliotheek
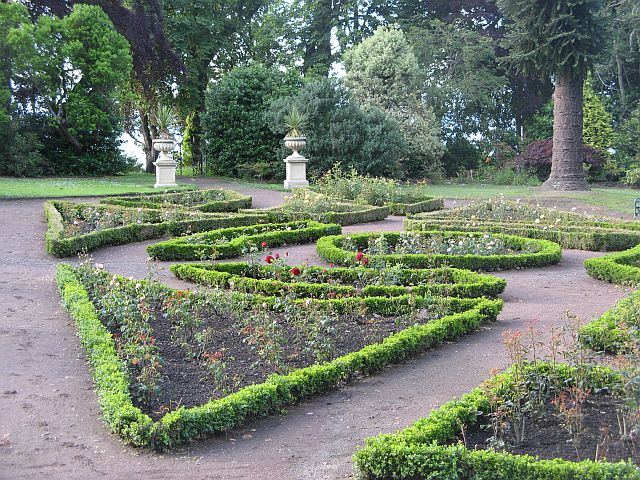
De tuinen
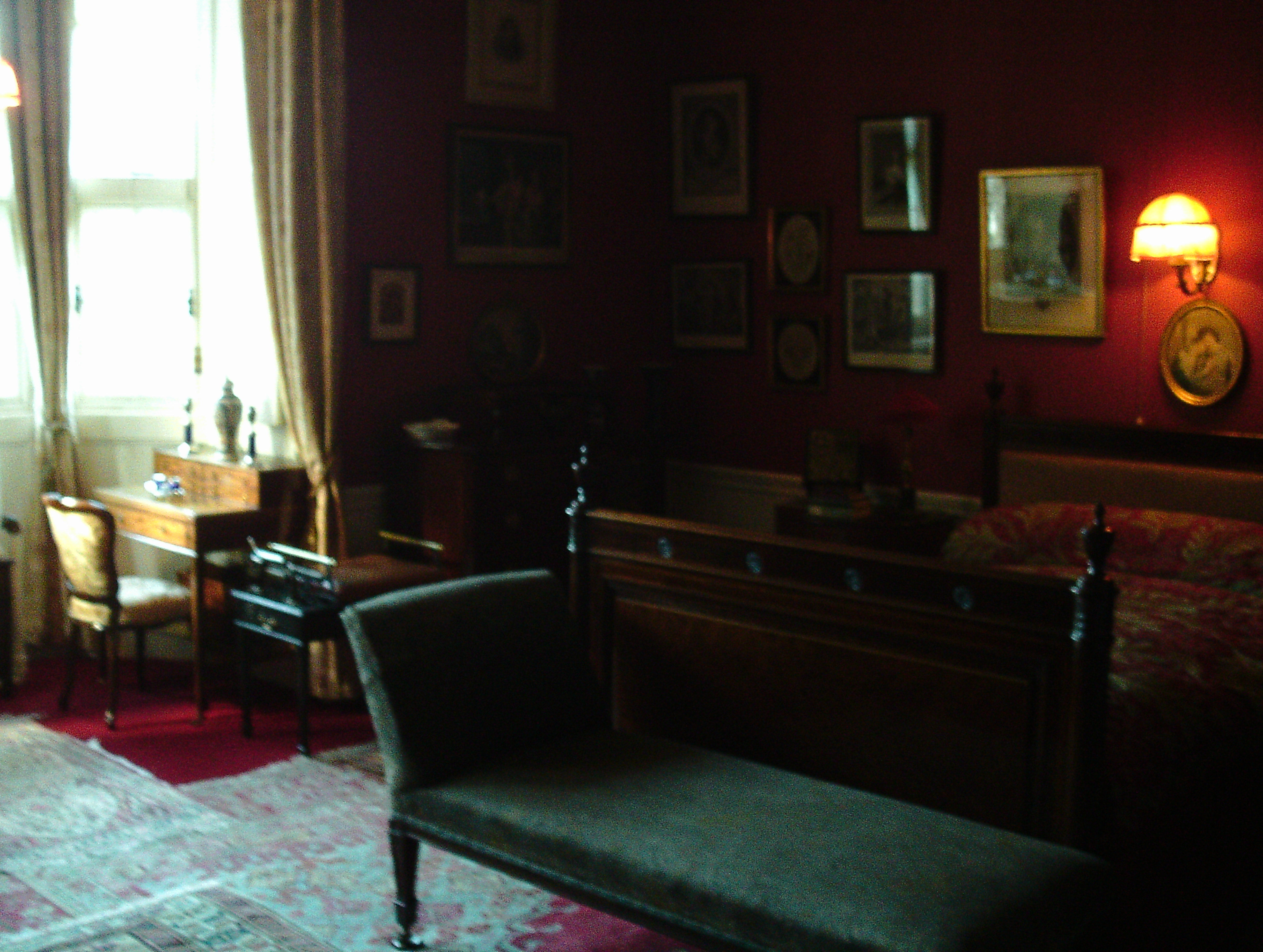
Slaapkamer van mevrouw Reid
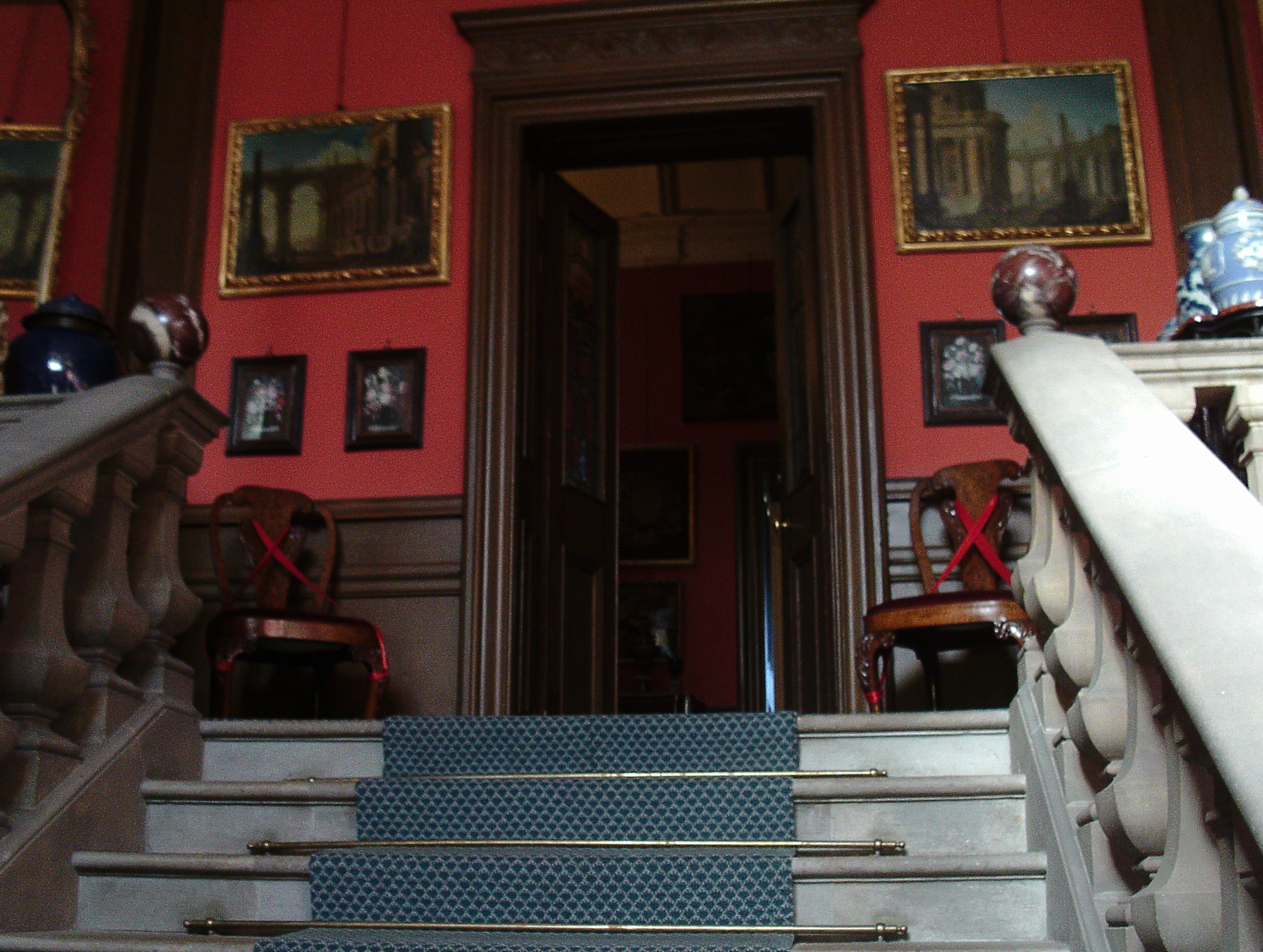
Trap naar inkomhal
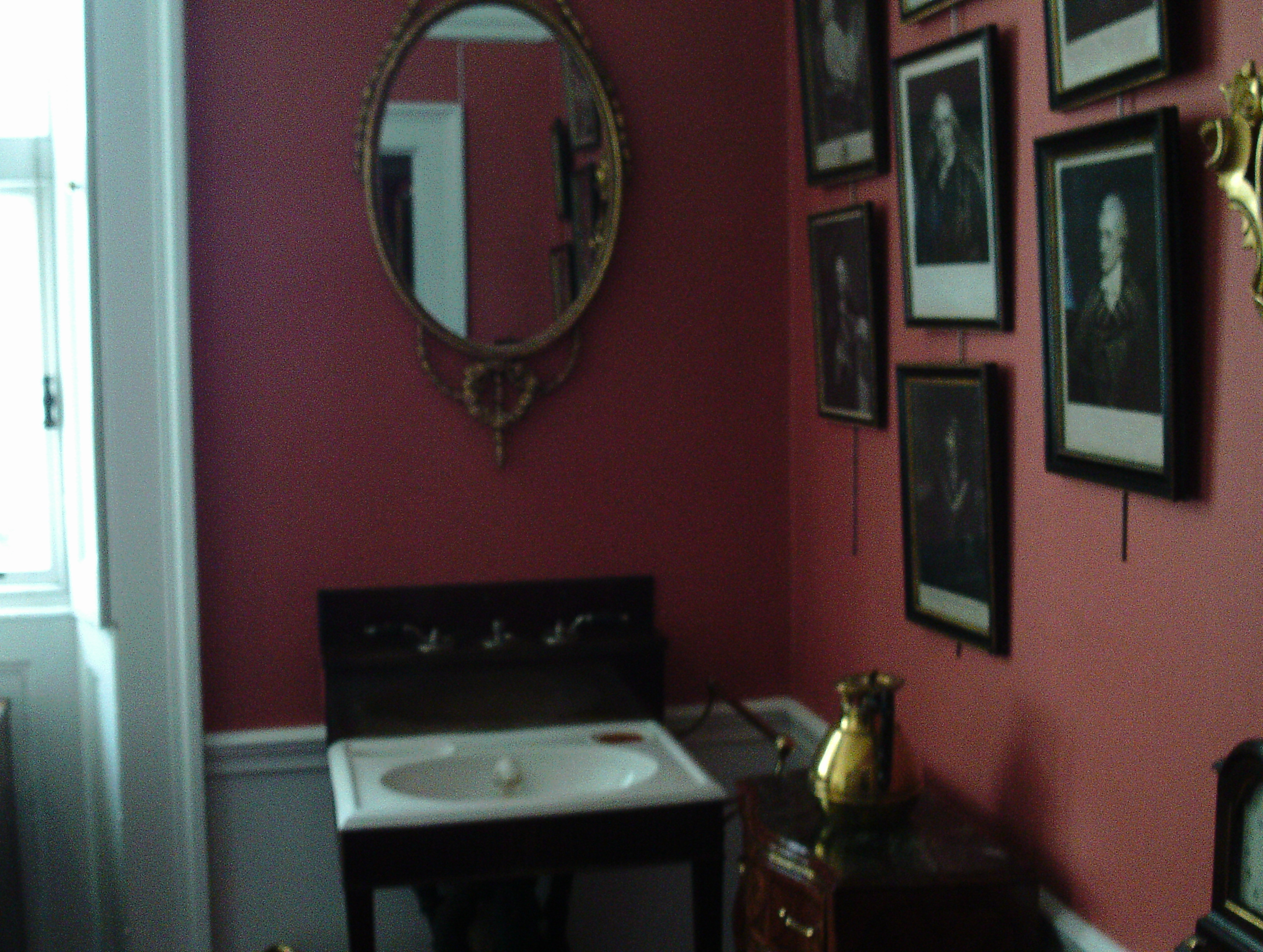
Badkamer
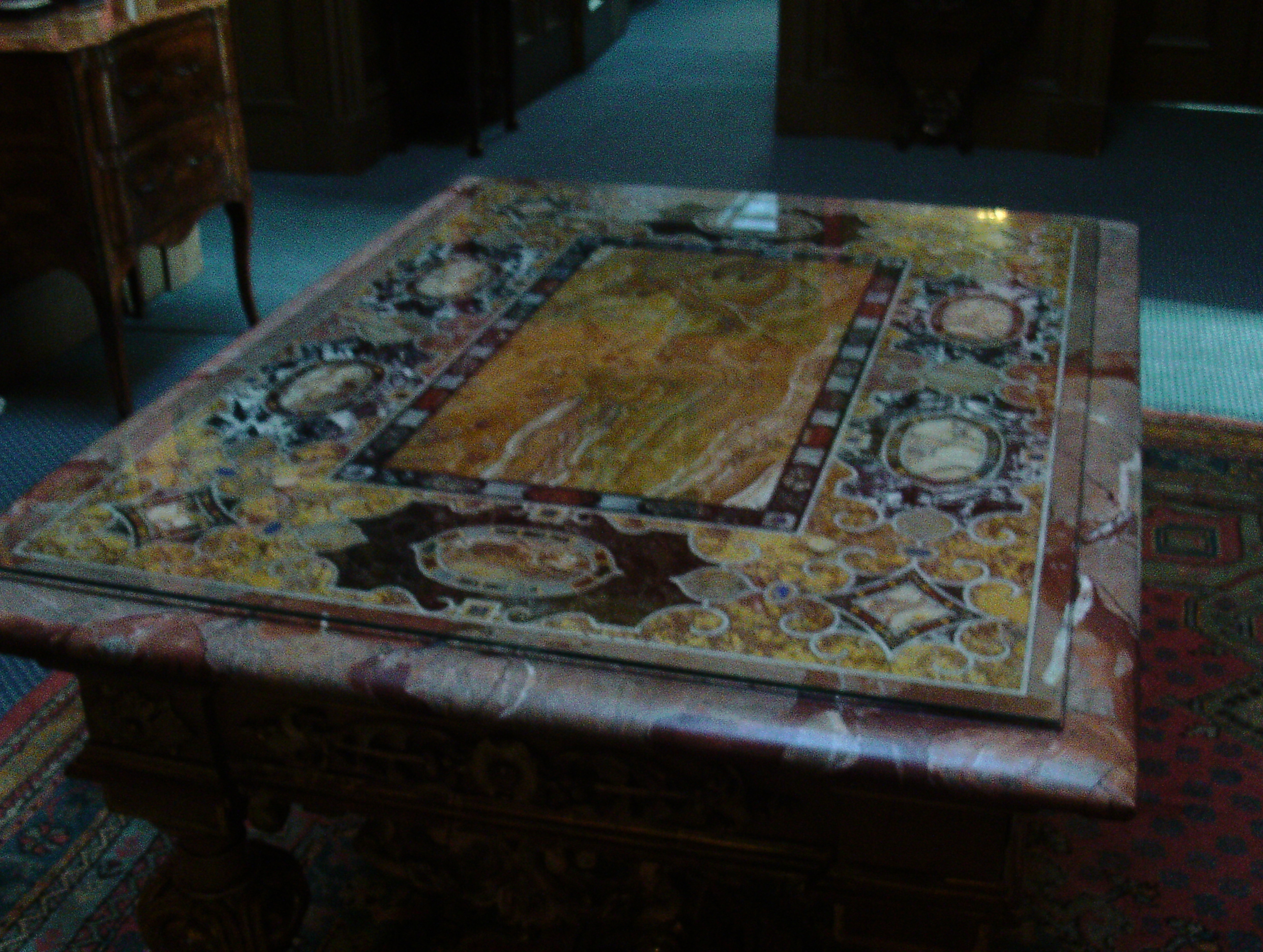
16de-eeuws tafelblad
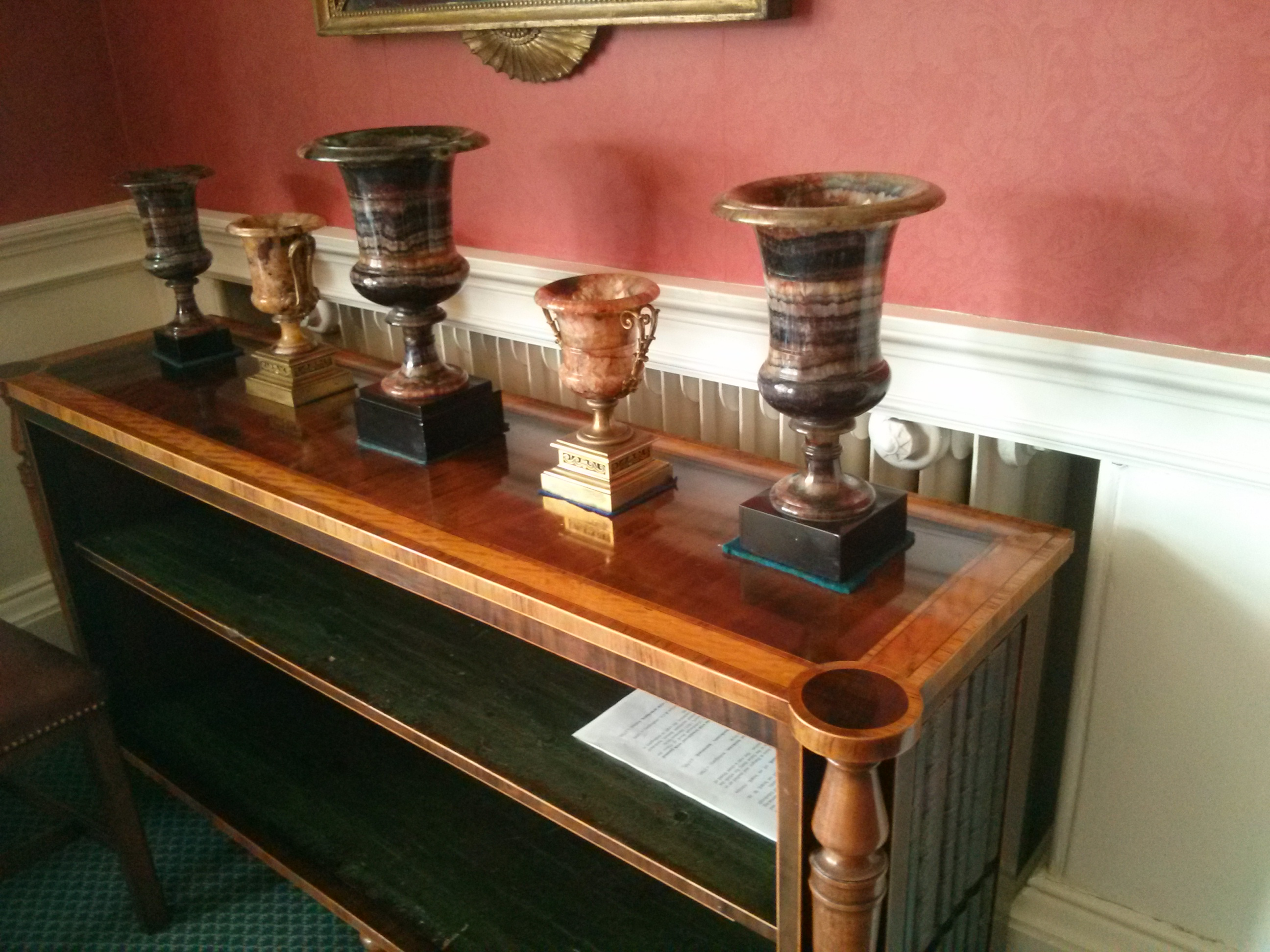
Vazen uit Blue John